# Crenigomphus hartmanni
Crenigomphus hartmanni е вид водно конче от семейство Gomphidae. Видът не е застрашен от изчезване.

## Разпространение
Разпространен е в Ангола, Демократична република Конго, Замбия, Зимбабве, Кения, Малави, Мозамбик, Намибия, Танзания, Уганда и Южна Африка.